# Dorian Coninx
Dorian Coninx (Échirolles, 28 de enero de 1994) es un deportista francés que compite en triatlón.
Participó en tres Juegos Olímpicos de Verano, entre los años 2016 y 2024, obteniendo una medalla de bronce en Tokio 2020, en el relevo mixto.
Ganó una medalla de oro en el Campeonato Mundial de Triatlón de 2023, cinco medallas en el Campeonato Mundial de Triatlón por Relevos Mixtos, entre los años 2014 y 2025, y cuatro medallas en el Campeonato Europeo de Triatlón entre los años 2018 y 2022.

## Palmarés internacional
| Juegos Olímpicos                      | Juegos Olímpicos      | Juegos Olímpicos  | Juegos Olímpicos |
| Año                                   | Lugar                 | Medalla           | Prueba           |
| ------------------------------------- | --------------------- | ----------------- | ---------------- |
| 2020                                  | Tokio (Japón)         | Medalla de bronce | Relevo mixto     |
| Campeonato Mundial                    |                       |                   |                  |
| Año                                   | Lugar                 | Medalla           | Prueba           |
| 2023                                  | Pontevedra (España)   | Medalla de oro    | Individual       |
| Campeonato Mundial por Relevos Mixtos |                       |                   |                  |
| Año                                   | Lugar                 | Medalla           | Prueba           |
| 2014                                  | Hamburgo (Alemania)   | Medalla de plata  | Relevo mixto     |
| 2015                                  | Hamburgo (Alemania)   | Medalla de oro    | Relevo mixto     |
| 2018                                  | Hamburgo (Alemania)   | Medalla de oro    | Relevo mixto     |
| 2020                                  | Hamburgo (Alemania)   | Medalla de oro    | Relevo mixto     |
| 2025                                  | Hamburgo (Alemania)   | Medalla de plata  | Relevo mixto     |
| Campeonato Europeo                    |                       |                   |                  |
| Año                                   | Lugar                 | Medalla           | Prueba           |
| 2018                                  | Glasgow (Reino Unido) | Medalla de oro    | Relevo mixto     |
| 2021                                  | Valencia (España)     | Medalla de oro    | Individual       |
| 2022                                  | Múnich (Alemania)     | Medalla de oro    | Relevo mixto     |
| 2022                                  | Múnich (Alemania)     | Medalla de bronce | Individual       |